# Wahlbezirk Böhmen 15
Der Wahlbezirk Böhmen 15 war ein Wahlkreis für die Wahlen zum Abgeordnetenhaus im österreichischen Kronland Böhmen. Der Wahlbezirk wurde 1907 mit der Einführung der Reichsratswahlordnung geschaffen und bestand bis zum Zusammenbruch der Habsburgermonarchie.

## Geschichte
Nachdem der Reichsrat im Herbst 1906 das allgemeine, gleiche, geheime und direkte Männerwahlrecht beschlossen hatte, wurde mit 26. Jänner 1907 die große Wahlrechtsreform durch Sanktionierung von Kaiser Franz Joseph I. gültig. Mit der neuen Reichsratswahlordnung schuf man insgesamt 516 Wahlbezirke, wobei mit Ausnahme Galiziens in jedem Wahlbezirk ein Abgeordneter im Zuge der Reichsratswahl gewählt wurde. Der Abgeordnete musste sich dabei im ersten Wahlgang oder in einer Stichwahl mit absoluter Mehrheit durchsetzen. Der Wahlkreis Böhmen 15 umfasste die Gemeindebezirk IV. und V. der Stadt Pilsen.
Aus der Reichsratswahl 1907 ging aus dem ersten Wahlgang Václav Fresl (Tschechische national-soziale Partei) als Sieger hervor. Bei der Reichsratswahl 1911 konnte sich Fresl in der Stichwahl erneut durchsetzen.

## Wahlergebnisse

### Reichsratswahl 1907
Die Reichsratswahl 1907 wurde am 14. Mai 1907 (erster Wahlgang) durchgeführt. Die Stichwahl entfiel auf Grund der absoluten Mehrheit für Fresl im ersten Wahlgang.
| Kandidat                                                                   | Partei                                  | Wahlkreis- stimmen | Prozent |
| -------------------------------------------------------------------------- | --------------------------------------- | ------------------ | ------- |
| Václav Fresl                                                               | Tschechische national-soziale Partei    | 3140               | 50,3 %  |
| Vilém Brodecký                                                             | Tschechische Sozialdemokratische Partei | 2979               | 47,7 %  |
| Karel Wolf                                                                 | Agrarier                                | 108                | 1,7 %   |
|                                                                            | Sonstige Parteien                       | 12                 | 0,2 %   |
| Wahlberechtigte: 7113, Ungültige/Leere Stimmen: 6, Wahlbeteiligung: 87,8 % |                                         |                    |         |

### Reichsratswahl 1911
Die Reichsratswahl 1911 wurde am 13. Juni 1911 sowie am 20. Juni 1911 (Stichwahl) durchgeführt.

#### Erster Wahlgang
| Kandidat                                                              | Partei                                  | Wahlkreis- stimmen | Prozent |
| --------------------------------------------------------------------- | --------------------------------------- | ------------------ | ------- |
| Václav Fresl                                                          | Tschechische national-soziale Partei    | 3769               | 48,7 %  |
| František Soukup                                                      | Tschechische Sozialdemokratische Partei | 3527               | 45,6 %  |
| Vilém Urban                                                           | Tschechische Christlichsoziale Partei   | 154                | 2,0 %   |
| Franz Schertler                                                       | deutscher Zählkandidat                  | 273                | 3,5 %   |
|                                                                       | Sonstige                                | 12                 | 0,2 %   |
| Wahlberechtigte: 8934, Ungültige Stimmen: 17, Wahlbeteiligung: 86,8 % |                                         |                    |         |

#### Stichwahl
| Kandidat                                                              | Partei                                  | Wahlkreis- stimmen | Prozent |
| --------------------------------------------------------------------- | --------------------------------------- | ------------------ | ------- |
| Václav Fresl                                                          | Tschechische national-soziale Partei    | 4101               | 51,0 %  |
| František Soukup                                                      | Tschechische Sozialdemokratische Partei | 3942               | 49,0 %  |
| Wahlberechtigte: 8934, Ungültige Stimmen: 11, Wahlbeteiligung: 90,1 % |                                         |                    |         |